# Jakov Milatović
Jakov Milatović (kyrilliskaː Јаков Милатовић), född 7 december 1986 i Titograd (idag Podgorica) i dåvarande Socialistiska republiken Montenegro i SFR Jugoslavien, är en montenegrinsk politiker. Sedan 20 maj 2023 är han Montenegros president efter att ha vunnit presidentvalet 2 april samma år mot Milo Đukanović. 